# Áltörténelem
Az áltörténelem  az áltudományok egy olyan formája, amely a történelmi feljegyzések elferdítésére vagy meghamisítására tesz kísérletet, gyakran a tudományos történelmi kutatásban használt módszerekhez hasonlatos módszerek alkalmazásával. (A kapcsolódó kriptohistória kifejezést az okkultizmusban rejlő babonákból származó áltörténelemre alkalmazzák.) Az áltörténelem rokonságban áll az áltudományokkal és az álarcheológiával, és a kifejezések használata esetenként átfedésben lehet. Bár az áltörténelemnek számos formája létezik, a tudósok számos olyan jellemzőt azonosítottak, amelyek általában közösek az áltörténeti művekben; az egyik példa erre, hogy az áltörténelem használatát szinte mindig egy kortárs politikai, vallási vagy személyes cél motiválja. Az áltörténelem gyakran szenzációs állításokat vagy nagy hazugságot is bemutat a történelmi tényekkel kapcsolatban.
Az áltörténelem közös jellemzője az a mögöttes feltételezés, hogy a tudósoknak titkos szándékuk van a tézis előterjesztőjének elhallgatása érdekében – ezt a feltételezést általában bonyolult összeesküvés-elméletek támasztják alá. Az áltörténeti művek gyakran kizárólag megbízhatatlan forrásokra – köztük mítoszokra és legendákra, amelyeket gyakran szó szerinti történelmi igazságként kezelnek – hivatkoznak, hogy alátámasszák a hirdetett tézist, miközben tetszés szerint figyelmen kívül hagyják téziseiknek ellentmondó érvényes régebbi és kortárs forrásokat. Néha az áltörténeti művek a történelmi relativizmus álláspontjára helyezkednek, és azt állítják, hogy valójában nem létezik olyan, hogy történelmi igazság, és hogy bármelyik hipotézis pont ugyanolyan jó, mint bármelyik másik. Ha éppen érdekeik úgy kívánják, akkor áltörténeti művek összemossák a puszta lehetőség fennállását a valósággal, automatikusan feltételezve, hogy ha talán valami csupán megtörténhetett, akkor az tényszerűen meg is történt.
Ha bármiféle kételyek merülnének fel állításaik hitelességével kapcsolatban, gyakran folyamodnak a bizonyítás terhének áthárításához, ami önmagában alapvető logikai érvelési hiba.

## Etimológia
Michael Shermer és Alex Grobman írók úgy határozzák meg az áltörténelmet, mint "a múlt átírása a jelen személyes vagy politikai céljaira.
Más írók tágabb definíciót alkalmaznak; Douglas Allchin tudománytörténész azt állítja, hogy amikor televízióban a híres tudományos felfedezések történetét leegyszerűsítve, a drámákat eltúlozva és a tudósokat romantizálva mutatják be, ez téves sztereotípiákat teremt a tudomány működéséről, és valójában áltörténelemnek minősül, annak ellenére, hogy valós tényeken alapul.

## Jellemzői
Robert Todd Carroll kidolgozott egy kritériumlistát az áltörténelmi művek azonosítására.
Az áltörténelem olyan állítólagos történelem, amelynek jellemzői:
- A forráskritika teljes hiánya: mítoszokat, legendákat, mondákat és hasonló régi irodalmi műveket szó szerinti megkérdőjelezhetetlen igazságként kezeli. Nem kritikus és nem szkeptikus az ókori/középkori történészek/írók olvasatában, állításaikat tényként kezeli, de mindig figyelmen kívül hagyja a régi szerzők állításaival teljesen ellentétes tapasztalati vagy logikai bizonyítékokat.
- a műnek küldetése van, nem pedig elfogulatlan kutatáson alapul, és inkább valamilyen kortárs ideológiai, politikai vagy vallási programot igyekszik támogatni, mintsem az igazságot kideríteni a múltról.
- Relativizálni próbál, gyakran tagadja, hogy létezik olyan, hogy történelmi igazság, és ragaszkodik ahhoz a szélsőségesen szkeptikus felfogáshoz, hogy csak az nevezhető "igaznak", ami teljesen biztos, és semmi sem teljesen biztos, tehát semmi sem teljesen igaz.
- Gyakran állítja, hogy a történelem nem más, mint mítoszteremtés, és hogy a különböző történeteket nem olyan bevett hagyományos tudományos mércék alapján kell összehasonlítani, mint a pontosság, empirikus valószínűség, logikai következetesség, relevancia, teljesség, igazmondás vagy becsületesség, hanem erkölcsi vagy politikai alapon kell mérni.
- Mazsolázik: azaz szelektíven használja az régi dokumentumokat, kedvezően idézi vagy fordítja le azokat, amelyek illeszkednek a mondandójához, és figyelmen kívül hagyja vagy félreértelmezi azokat a korabeli dokumentumokat, amelyek nem illeszkednek állításaihoz, vagy teljesen ellentmondanak a terjeszteni kívánt nézeteinek.
- Úgy véli, hogy ha valami akár még meg is történhetett (nincs kizárva megtörténte), akkor azt igaznak kell tekintenünk, különösen ha az megfelel az álláspontjának.
- Gyakran állítja, hogy összeesküvés van az állításai elhallgatására, rasszizmus, ateizmus vagy etnocentrizmus miatt, illetve a politikai vagy vallási nézeteivel szembeni ellenállás miatt.

Nicholas Goodrick-Clarke a "kriptohistória" kifejezést részesíti előnyben. Két szükséges elemet azonosít: "az elsődleges források teljes ismeretlenségét" és a "pontatlanságok és vad állítások" ismétlését.
Az áltörténelem további közös jellemzői a következők:
- Különböző független események önkényes összekapcsolása, hogy – a teoretikus véleménye szerint – egy mintát alkothassanak. Ezt azután következő lépésben jellemzően már a megalkotott mintázatot egy összeesküvés-elméletté fejlesztik, amely egy rejtett ügynököt tételez fel, aki felelős a "gonosz" események minta szerinti kialakulásáért és fenntartásáért. Például a The Holy Blood and the Holy Grail (A szent vér és a Szent Grál) című áltörténelmi mű összekapcsolja a templomos lovagokat, a középkori Grál-regényeket, a Meroving frank dinasztiát és Nicolas Poussin festőművészt, hogy megpróbálja azonosítani Jézus egyenes ági leszármazottait.
- Olyan valószínűtlen események következményeinek feltevése, amelyek akár "meg is történhettek" volna, ezáltal hallgatólagosan feltételezve, hogy automatikusan azok meg is történtek.
- Szenzációhajhászás vagy sokkoló stílus (amit a televíziós reklámokban vagy újságok reklámjaiban megszokhattunk)
- Mazsolázgatás, vagy "ügyvédies történelem", olyan bizonyítékok kiválasztása, amelyek segítik a képviselt "történelmi" álláspontot, és olyan bizonyítékok elhallgatása, amelyek árthatnának az álláspont hitelességének.[7]